# 11806 Thangjam
11806 Thangjam eller 1981 EF14 är en asteroid i huvudbältet som upptäcktes den 1 mars 1981 av den amerikanska astronomen Schelte J. Bus vid Siding Spring-observatoriet. Den är uppkallad efter Guneshwar Thangjam.